# Nazionale olimpica di calcio dell'Australia
La nazionale olimpica australiana di calcio è la rappresentativa calcistica dell'Australia che rappresenta l'omonimo stato ai giochi olimpici.

## Statistiche dettagliate sui tornei internazionali

### Giochi olimpici
| Anno | Luogo             | Piazzamento      | V | N | P | Gol  |
| ---- | ----------------- | ---------------- | - | - | - | ---- |
| 1952 | Helsinki          | Non partecipante | - | - | - | -    |
| 1956 | Melbourne         | Quarti di finale | 1 | 0 | 1 | 4:4  |
| 1960 | Roma              | Ritirata         | - | - | - | -    |
| 1964 | Tokyo             | Non partecipante | - | - | - | -    |
| 1968 | Città del Messico | Non partecipante | - | - | - | -    |
| 1972 | Monaco di Baviera | Non partecipante | - | - | - | -    |
| 1976 | Montréal          | Non partecipante | - | - | - | -    |
| 1980 | Mosca             | Non partecipante | - | - | - | -    |
| 1984 | Los Angeles       | Non partecipante | - | - | - | -    |
| 1988 | Seul              | Quarti di finale | 2 | 0 | 2 | 2:6  |
| 1992 | Barcellona        | Quarto posto     | 2 | 1 | 2 | 8:11 |
| 1996 | Atlanta           | Primo turno      | 1 | 0 | 2 | 4:6  |
| 2000 | Sydney            | Primo turno      | 0 | 0 | 3 | 3:6  |
| 2004 | Atene             | Quarti di finale | 1 | 1 | 2 | 6:4  |
| 2008 | Pechino           | Primo turno      | 0 | 1 | 2 | 1:3  |
| 2012 | Londra            | Non qualificata  | - | - | - | -    |
| 2016 | Rio de Janeiro    | Non qualificata  | - | - | - | -    |
| 2020 | Tokyo             | Primo turno      | 1 | 0 | 2 | 2:3  |

## Tutte le rose

### Giochi olimpici
Calcio ai Giochi Olimpici Estivi 19561 Henderson, 2 Lord, 3 Kitching, 4 Stone, 5 Smith, 6 Arthur, 7 Harburn, 8 Warren, 9 Rattray, 10 Beattie, 11 Bignall, 12 Pettigrew, 13 Loughran, 14 Wemyss, 15 Lennard, 16 Vogler, 17 Morrow, 18 Purser, 19 McMillan, 20 Sander, CT: Young
Calcio ai Giochi Olimpici Estivi 19881 Olver, 2 van Egmond, 3 Jennings, 4 Yankos, 5 Dunn, 6 Wade, 7 Farina, 8 Petersen, 9 Arnold, 10 Kosmina, 11 Crino, 12 Davidson, 13 Tobin, 14 Hunter, 15 Koczka, 16 Božinovski, 17 Slater, 18 Mitchell, 19 Ollerenshaw, 20 Gibson, CT: Arok
Calcio ai Giochi Olimpici Estivi 19921 Filan, 2 Blagojevic, 3 Longo, 4 Zelić, 5 Murphy, 6 Vidmar, 7 Gibson, 8 Okon, 9 Aramabasic, 10 Slifkas, 11 Markovski, 12 Mori, 13 Veart, 14 Refenes, 15 Popović, 16 Seal, 17 Hasler, 18 Corica, 19 Maloney, 20 Bosnich, CT: Thomson
Calcio ai Giochi Olimpici Estivi 19961 Juric, 2 Lozanovski, 3 Moric, 4 Babic, 5 Muscat, 6 Horvat, 7 Tsekenis, 8 Corica, 9 Viduka, 10 Vidmar, 11 Tiatto, 12 Spiteri, 13 Foxe, 14 Agostino, 15 Casserly, 16 Enes, 17 Aloisi, 18 Petkovic, CT: Thomson
Calcio ai Giochi Olimpici Estivi 20001 Milosevic, 2 Colosimo, 3 Lazaridis, 4 Foxe, 5 Skoko, 6 Laybutt, 7 Emerton, 8 Neill, 9 Viduka, 10 Wehrman, 11 Zane, 12 Blatsis, 13 Grella, 14 Rizzo, 15 Bresciano, 16 Čulina, 17 Curcija, 18 Turnbull, CT: Blanco
Calcio ai Giochi Olimpici Estivi 20041 Jones, 2 North, 3 Cansdell-Sherriff, 4 Moore, 5 McKain, 6 Madaschi, 7 Elrich, 8 Wilkshire, 9 Aloisi, 10 Cahill, 11 Brosque, 12 Tarka, 13 Valeri, 14 Holman, 15 Danze, 16 Dilevski, 17 Griffiths, 18 Galeković, CT: Farina
Calcio ai Giochi Olimpici Estivi 20081 Federici, 2 North, 3 Leijer, 4 Milligan, 5 Špiranović, 6 Topor-Stanley, 7 Kilkenny, 8 Musialik, 9 Bridge, 10 Thompson, 11 Carney, 12 McClenahan, 13 Zadkovich, 14 Troisi, 15 Sarkies, 16 Celeski, 17 Rukavytsya, 18 Velaphi, 21 Simon, CT: Arnold
Calcio ai Giochi Olimpici Estivi 20201 Glover, 2 Atkinson, 3 Rowles, 4 Rich-Baghuelou, 5 Souttar, 6 Baccus, 7 Piscopo, 8 McGree, 9 D'Agostino, 10 Genreau, 11 Arzani, 12 Duke, 13 Pierias, 14 Deng, 15 Watts, 16 King, 17 Metcalfe, 18 Maynard-Brewer, 19 Tilio, 20 Wales, 21 Devlin, 22 Holmes, CT: Arnold